# Oliver Ekman-Larsson
Oliver Oscar Emanuel Ekman-Larsson (* 17. července 1991, Karlskrona) je švédský hokejový obránce hrající v týmu Toronto Maple Leafs v severoamerické lize NHL.

## Hráčská kariéra
Narodil se ve švédském jižním městečku Karlskrona, později se přestěhoval i s rodinou do severnějšího města Tingsryd, kde také odstartovala jeho kariéra (jeho otec, Patrik Larsson, byl v sezóně 2001/2002 trenérem družstva). Po odchodu do Leksands IF byl na NHL vstupním draftu v Montréalu vybrán v 1. kole na 6. pozici týmem Phoenix Coyotes. Rok ještě pokračoval ve švédské 2. nejvyšší lize za již zmíněný tým a poté odešel do zámoří. Velikou motivací pro hraní hokeje a jeho psychickou podporou je jeho dědeček Kenneth Ekman, který jel v roce 1972 na Olympijské hry v Japonsku jako sedmý obránce.
Vzorem Olivera Ekman-Larssona je Nicklas Lindström, což se odráží na stylu jeho hry. Jednou z jeho největších předností je udržení pásma, ofenzivní schopnosti, bruslení, kontrola puku a především jeho přehled o situaci na hřišti. Spekulovalo se také o tom, že až z týmu Arizona Coyotes odejde kapitán Shane Doan, stane se jeho nástupcem právě mladý rodák z Karlskrony, který už od poloviny sezóny 2014/2015 nosil na svém dresu asistentské "A".
Ekman-Larsson zaznamenal svůj první bod v kariéře NHL asistencí gólu Kyle Turrise z 23. října 2010, svůj první gól vstřelil 17. ledna 2011 Antti Niemimu ze San Jose Sharks. Svůj první gól v play-off vstřelil o rok později Jestřábům z Chicaga 23. dubna 2012 jako první gól utkání.
Obzvláště úspěšná byla sezóna 2014/2015, kdy se se svými 23 góly stal obráncem s největším počtem nastřílených branek, a s celkovými 43 body si stanovil osobní rekord. Tímto počtem gólů také vyrovnal rekord týmu z pozice obránce, zahrál si NHL All-Star hru a na MS v ledním hokeji 2015 se stal členem All-Star týmu.
V NHL All-Star hře byl nominován do týmu Foligno, který vyhrál SuperSkills Competition, ale samotný zápas proti týmu Toews prohrál. Oliver Ekman-Larsson si v zápase připsal jednu asistenci a v dovednostní soutěži proměnil oba své nájezdy. Toto byla jeho druhá účast v All-Star týmu, poprvé to bylo v roce 2011, kdy si ovšem jako nováček nemohl zahrát samotný zápas, a účastnil se tak pouze dovednostní soutěže.
Zaznamenat ho diváci mohli v roce 2014 na Zimních olympijských hrách v Soči, avšak zde trenér národního mužstva Pär Mårts nedával nadějnému bekovi mnoho šancí. Zazářil však pod stejným trenérem o rok později na Mistrovství světa v ledním hokeji v Praze 2015 , kdy rozhodl nájezdem proti Čechům o vítězství Tre Kronor v celkově třetím zápase tohoto mistrovství. Na témže mistrovství byl dvakrát zvolen nejlepším hráčem zápasu.
Po jednoleté pauze se vrátil na evropský led u příležitostí Mistrovství světa v ledním hokeji 2017, kde v týmu plném hvězd, včetně "krále" Henrika Lunqvista, vybojoval zlatou medaili. Ve finálovém zápase si spravil reputaci z prvního zápasu mistrovství, kdy neproměnil nájezd, a parádním blafákem dokázal zasunout puk za záda Pickarda a upevnit tak vítězství Tre Kronor. Tento zápas byl také jeden z nejlepších v jeho reprezentační kariéře, protože si připsal 5 střel na bránu a 27:40 minut na ledě.
V roce 2013 se pustil do podnikání a založil módní značku oblečení OEL of Sweden, která se zaměřuje na spodní prádlo, čepice a trička, a dbá na kvalitu a módní vzhled svých produktů. Ekman-Larsson prohlásil, že do budoucna by sortiment firmy chtěl rozšířit. Firma má sídlo v Ronneby, nedaleko Karlskrony.
Číslo 23 na jeho dresu má být vzpomínka a především pocta bývalému kamarádovi Eriku Clarbergovi, který zemřel v roce 2006. Když se dostal do Národní hokejové ligy a tým se ho ptal na číslo dresu, Oliver Ekman-Larsson volal matce zesnulého Erika, aby ji požádal, zda by na jeho počest mohl nosit jeho číslo. Clarberg byl nadějný útočník a Ekman-Larsson tvrdil, že možná to mohl být on, kdo by si nakonec nejvyšší ligu zahrál.
V roce 2017 rodinu Ekman postihla tragická událost: matka arizonského obránce už dále nedokázala bojovat zákeřné nemoci a začátkem roku zemřela. Největší opora a fanynka obránce z Karlskrony si nepřála, aby kvůli její smrtipředčasně ukončil sezónu a pohřeb se tedy uskutečnil až o něco déle, přesněji tři zápasy před koncem sezóny Coyotes, které zmeškal. Jeho účast na Mistrovství světa téhož roku je především zásluha jeho matky, která si přála, aby se hokeji její syn věnoval, jak jen to jde. Jako symbol vděku pak při převzetí poháru před stockholmskými nákupními domy Sergels Torg, kde se konalo přivítání s mistry světa, prohlásil, že vítězství věnuje právě jí, protože vždy stála po jeho boku a ve všem jej podporovala.
Jeho kontrakt měl vypršet po sezóně 2018/19, a tak 1. července 2018 podepsal Ekman-Larsson novou smlouvu s Coyotes na 8 let v celkové hodnotě 66 milionů dolarů. Byl jmenován kapitánem týmu poté, co Kojoty opustila legenda Shane Doan, a stal se tak posledním kapitánem v historii Arizony Coyotes, před přesunem franšízy do Salt Lake City a vytvořením nového týmu Utah HC. 
23. července 2021 byl vyměněn společně s Connorem Garlandem do Vancouveru Canucks za Loui Erikssona, Jay Beagle, Antoine Roussela, volbu v 1. kole draftu 2022 (Dylan Guenther) volbu v 2. kole draftu 2022 a volbu v 7. kole draftu 2023.       Po pouhých 2 letech ve Vancouveru byla jeho smlouva vykoupena, a stal se tak před sezónou 2023/24 volným hráčem. 
Ekman-Larsson podepsal 1. července 2023 smlouvu na jeden rok s Floridou Panthers v hodnotě 2.25 milionů dolarů. Týmu postiženým četnými zraněními obranců pomohl k prvnímu Stanley Cupu v historii poté, co porazili v sedmém zápase finále Edmonton Oilers. Ekman-Larsson smlouvu neprodloužil a na konci sezóny se opět stal volným hráčem.
Jeho čtvrtým klubem NHL se stalo Toronto Maple Leafs poté, co podepsal smlouvu na 4 roky v celkové hodnotě 14 milionů dolarů.

## Úspěchy

### Individuální úspěchy
- Lill-Strimmas Stipendium – 2007/08
- Nejlepší +/- bodování v HockeyAllsvenskan – 2008/09
- Jeden ze 3 nejlepších hráčů Švédska na MSJ – 2010
- Účast v NHL All-Star týmu – 2015
- člen All-Star týmu z MS v ledním hokeji 2015

### Kolektivní úspěchy
- Vítěz TV-Pucken – 2007/08
- Bronzová medaile z MSJ – 2010
- Bronzová medaile z MS – 2010
- Stříbrná medaile z MS – 2011
- Stříbrná medaile z ZOH – 2014
- Zlatá medaile z MS – 2017
- Zlatá medaile z MS 2018
- Stanley Cup - 2024 (Florida Panthers)

## Statistiky

### Klubové statistiky
| Sezóna      | Klub                | Soutěž      |      | Základní část | Základní část | Základní část | Základní část | Základní část |   | Play off | Play off | Play off | Play off | Play off |
| Sezóna      | Klub                | Soutěž      | Z    | G             | A             | B             | TM            | Z             | G | A        | B        | TM       |          |          |
| 2008–09     | Leksands IF         | Allsv       | 39   | 3             | 14            | 17            | 32            | 8             | 2 | 2        | 4        | 6        |          |          |
| 2009–10     | Leksands IF         | Allsv       | 42   | 9             | 18            | 27            | 98            | 10            | 2 | 4        | 6        | 8        |          |          |
| 2010–11     | Arizona Coyotes     | NHL         | 48   | 1             | 10            | 11            | 24            | —             | — | —        | —        | —        |          |          |
| 2010–11     | San Antonio Rampage | AHL         | 15   | 3             | 7             | 10            | 16            | —             | — | —        | —        | —        |          |          |
| 2011–12     | Arizona Coyotes     | NHL         | 82   | 13            | 19            | 32            | 32            | 16            | 1 | 3        | 4        | 8        |          |          |
| 2012–13     | Portland Pirates    | AHL         | 20   | 7             | 14            | 21            | 28            | —             | — | —        | —        | —        |          |          |
| 2012–13     | Arizona Coyotes     | NHL         | 48   | 3             | 21            | 24            | 26            | —             | — | —        | —        | —        |          |          |
| 2013–14     | Arizona Coyotes     | NHL         | 80   | 15            | 29            | 44            | 50            | —             | — | —        | —        | —        |          |          |
| 2014–15     | Arizona Coyotes     | NHL         | 82   | 23            | 20            | 43            | 40            | —             | — | —        | —        | —        |          |          |
| 2015–16     | Arizona Coyotes     | NHL         | 75   | 21            | 34            | 55            | 96            | —             | — | —        | —        | —        |          |          |
| 2016–17     | Arizona Coyotes     | NHL         | 79   | 12            | 27            | 39            | 48            | —             | — | —        | —        | —        |          |          |
| 2017–18     | Arizona Coyotes     | NHL         | 82   | 14            | 28            | 42            | 44            | —             | — | —        | —        | —        |          |          |
| 2018–19     | Arizona Coyotes     | NHL         | 81   | 14            | 30            | 44            | 52            | —             | — | —        | —        | —        |          |          |
| 2019–20     | Arizona Coyotes     | NHL         | 66   | 9             | 21            | 30            | 38            | 9             | 1 | 3        | 4        | 8        |          |          |
| 2020–21     | Arizona Coyotes     | NHL         | 46   | 3             | 21            | 24            | 32            | —             | — | —        | —        | —        |          |          |
| 2021–22     | Vancouver Canucks   | NHL         | 79   | 5             | 24            | 29            | 52            | —             | — | —        | —        | —        |          |          |
| 2022–23     | Vancouver Canucks   | NHL         | 54   | 2             | 20            | 22            | 22            | —             | — | —        | —        | —        |          |          |
| 2023–24     | Florida Panthers    | NHL         | 80   | 9             | 23            | 32            | 76            | 24            | 2 | 4        | 6        | 24       |          |          |
| 2024–25     | Toronto Maple Leafs | NHL         | 77   | 4             | 25            | 29            | 52            | 13            | 2 | 2        | 4        | 8        |          |          |
| NHL celkově | NHL celkově         | NHL celkově | 1059 | 148           | 352           | 500           | 684           | 62            | 6 | 12       | 18       | 48       |          |          |

### Reprezentační statistiky
| Rok                            | Tým                            | Soutěž                         | Z  | G  | A  | B  | TM |
| ------------------------------ | ------------------------------ | ------------------------------ | -- | -- | -- | -- | -- |
| 2009                           | Švédsko 18                     | MS-U18                         | 6  | 2  | 6  | 8  | 2  |
| 2010                           | Švédsko 20                     | MSJ                            | 6  | 2  | 3  | 5  | 12 |
| 2010                           | Švédsko                        | MS                             | 9  | 1  | 2  | 3  | 2  |
| 2011                           | Švédsko                        | MS                             | 7  | 1  | 3  | 4  | 2  |
| 2014                           | Švédsko                        | ZOH                            | 6  | 0  | 3  | 3  | 2  |
| 2015                           | Švédsko                        | MS                             | 8  | 2  | 10 | 12 | 6  |
| 2016                           | Švédsko                        | SP                             | 4  | 0  | 0  | 0  | 4  |
| 2017                           | Švédsko                        | MS                             | 8  | 2  | 3  | 5  | 2  |
| 2018                           | Švédsko                        | MS                             | 10 | 2  | 5  | 7  | 4  |
| 2019                           | Švédsko                        | MS                             | 8  | 3  | 5  | 8  | 4  |
| 2022                           | Švédsko                        | MS                             | 6  | 0  | 2  | 2  | 4  |
| Juniorská reprezentace celkově | Juniorská reprezentace celkově | Juniorská reprezentace celkově | 12 | 4  | 9  | 13 | 14 |
| Seniorská reprezentace celkově | Seniorská reprezentace celkově | Seniorská reprezentace celkově | 66 | 11 | 33 | 44 | 30 |